# Wolfgang Redorfer
Wolfgang Redorfer († nach 1552) war kurfürstlicher Rat in Brandenburg, Rektor der Universität Frankfurt an der Oder und Propst von Stendal, Cölln und Bernau.

## Leben

### Herkunft, Ausbildung und erste Tätigkeiten
Wolfgang Redorfer stammte aus Herzogenrath im Herzogtum Limburg (oder Herzogenaurach in Franken?).
1488 immatrikulierte er sich an der Universität Leipzig, wo er 1491/92 zum Baccalaureus der freien Künste wurde. 1495 war er Sekretär bei Bischof Dietrich von Lebus.
1504 wurde Redorfer er als Inhaber des Altars zum heiligen Kreuze in der Marienkirche in Frankfurt erwähnt. 1506 wurde er zum Magister artium an der Universität Frankfurt promoviert. Zu diesem Zeitpunkt war er Domherr in Lebus.

### Rektor, Rat und Propst
1513 wurde er Rektor der Universität Frankfurt. 1514 verfasste er eine Liturgie für das Domstift Lebus/Fürstenwalde.
Um 1520/23 schrieb Redorfer eine Schrift gegen die reformatorische Theologie, 1524 eine weitere.
1525 verfasste er ein Landbuch für den Kreis Ruppin. In diesem Jahr wurde er Propst des Domstifts St. Nikolai in Stendal und wurde als Doktor beider Rechte bezeichnet.
Redorfer trat in den folgenden Jahren häufiger als Jurist in Rechtsentscheiden für die Kurfürsten von Brandenburg und als Zeuge in deren Urkunden auf.
1530 begleitete er Kurfürst Joachim I. auf den Reichstag nach Augsburg, wo er mit Konrad Wimpina und andere eine Gegenschrift gegen die Confessio Augustana der Wittenberger Reformatoren verfasste.
1532 begleitete er Bischof Georg von Lebus auf den Reichstag nach Nürnberg.
1536 wurde Redorfer Propst des Kollegiatstiftes Cölln und 1538 Propst von Bernau.

### Domherr in Havelberg und Lebus
Mit der Einführung der Reformation in der Mark Brandenburg verlor Redorfer ab 1539 seine Ämter.
1542 wurde er Domherr in Havelberg, lehnte aber 1544 die Wahl zum Domdekan ab.
1548 wurde er als Senior im katholisch gebliebenen Domstift Fürstenwalde (Lebus) erwähnt, 1539 als Archidiakon. 1540 wurde Redorfer zum neuen Bischof von Lebus gewählt, konnte aber das Amt nicht antreten, da Kurfürst Joachim II. seine Zustimmung verweigerte. 1552 legte er sein Amt als Domherr in Havelberg nieder.
Sein Todesjahr ist unbekannt. (Das Jahr 1559 ist nur eine Vermutung von Wohlbrück.)

## Schriften
- Viaticum Lubucense, [Frankfurt] 1514, Liturgie für das Domstift Lebus-Fürstenwalde
- Wolfgang Redörffer: ERtzney Püchlein Uon den Früchten, des Newen Ewangelischen Lebens, Lere, unnd nahmens Czu Wittenbergk, Franckfurt, Hans Hanaw, 1523, (Digitalisat)
- Von der H. Gemeinen Christl. Kirche c. die Lutherische Ketzerey,  Frankfurt a. O., 1524 [Von der Heiligen Gemeinen Christlichen Kirche contra die Lutherische Ketzerey]
- Landbuch für die Grafschaft [Kreis] Ruppin, 1525
- Wolffgang Rehdorffer: Des verdechtigen außzugs Bäpstlicher Rechte, der Decret und decretalen, In den Artickeln die ungeferliche Gottes wort und dem Evangelio gemeß sein sollen. [Augsburg, Weißenhorn] 1530, Schrift gegen die Confessio Augustana